# Serena von Rom
Die Heilige Serena von Rom war angeblich eine frühchristliche Märtyrin im 3. Jahrhundert. Ihr Gedenktag ist der 16. August. Der Überlieferung zufolge war Serena die Gattin des römischen Kaisers Diokletian, was aber als Fiktion zu betrachten ist; in Wirklichkeit hieß seine Ehefrau Prisca.
Das Martyrologium (Märtyrerverzeichnis) des Heiligen Ado von Vienne (9. Jahrhundert) und das Martyrologium Romanum der katholischen Kirche führen sie mit dem Eintrag „A Roma, S. Serena, moglie di Diocleziano“ ([Märtyrertod] in Rom, Hl. Serena, Gattin des Diokletian).
Nach der Überlieferung über die Heiligen Marcellus und Susanna verteidigte Kaiserin Serena die Christen gegen die Verfolgungen unter ihrem Gatten. Sie wurde verstoßen und erlitt das Martyrium.
Laktanz berichtet in De mortibus persecutorum (Von den Todesarten der Verfolger) korrekt, dass Prisca die Gattin des Kaisers Diokletian war. 
Nach anderen Quellen starb Serena nicht als Märtyrin, sondern lebte und starb im Exil in Foglia, heute ein Ortsteil von Magliano Sabina in der Region Latium, wo auch ihre Reliquien aufbewahrt werden. Sie gilt als Schutzpatronin Latiums.
Die Existenz der Heiligen Serena von Rom gilt demnach als sehr zweifelhaft, und sie wird in neueren Martyrologien nicht mehr aufgeführt.